# Aspidifrontia contrastata
Aspidifrontia contrastata là một loài bướm đêm trong họ Noctuidae.